# Comté de Glasscock
Le comté de Glasscock, en anglais : Glasscock County, est un comté situé dans l'ouest de l'État du Texas aux États-Unis. Fondé le 4 avril 1887, son siège de comté est la communauté non incorporée de Garden City. Selon le  recensement de 2020, sa population est de 1 226 habitants, estimée, en 2017, à 1 348 habitants. Le comté a une superficie de 2 333 km2, dont la quasi-totalité en surfaces terrestres. Il est nommé en l'honneur de George Washington Glasscock (en), un de ses premiers colons.

## Comtés adjacents
| Comté de Martin  | Comté de Howard    |                   |
| Comté de Midland | comté de Glasscock | Comté de Sterling |
| Comté d'Upton    | Comté de Reagan    |                   |

## Démographie
Lors du recensement de 2010, le comté comptait une population de 1 226 habitants. En 2017, la population est estimée à 1 348 habitants.

Pyramide des âges du comté de Glasscock (2000).